# Arnaud Art
Arnaud Art (ur. 28 stycznia 1993 w Liège) – belgijski lekkoatleta, tyczkarz.

## Osiągnięcia
| Rok  | Impreza                                        | Miejsce   | Pozycja           | Wynik |
| ---- | ---------------------------------------------- | --------- | ----------------- | ----- |
| 2009 | Olimpijski festiwal młodzieży Europy           | Tampere   | 1. miejsce        | 4,85  |
| 2010 | Kwalifikacje do igrzysk olimpijskich młodzieży | Moskwa    | 5. miejsce        | 4,85  |
| 2010 | Igrzyska olimpijskie młodzieży                 | Singapur  | 6. miejsce        | 4,85  |
| 2011 | Mistrzostwa Europy juniorów                    | Tallinn   | 8. miejsce        | 5,10  |
| 2012 | Mistrzostwa świata juniorów                    | Barcelona | –                 | NH    |
| 2014 | Mistrzostwa Europy                             | Zurych    | el. – 16. miejsce | 5,30  |
| 2015 | I liga drużynowych mistrzostw Europy           | Heraklion | 3. miejsce        | 5,65  |
| 2015 | Młodzieżowe mistrzostwa Europy                 | Tallinn   | 7. miejsce        | 5,30  |
| 2015 | Mistrzostwa świata                             | Pekin     | el. – 31. miejsce | 5,40  |
| 2016 | Mistrzostwa Europy                             | Amsterdam | 11. miejsce       | 5,30  |
| 2017 | Mistrzostwa świata                             | Londyn    | –                 | NH    |
| 2018 | Mistrzostwa Europy                             | Berlin    | 9. miejsce        | 5,65  |

Wielokrotny złoty medalista mistrzostw Belgii.

## Rekordy życiowe
- skok o tyczce (stadion) – 5,72 (2018) były rekord Belgii
- skok o tyczce (hala) – 5,62 (2018)